# Episodi di Sposati... con figli (settima stagione)
La settima stagione della serie televisiva Sposati... con figli è stata trasmessa in anteprima negli Stati Uniti d'America dalla Fox tra il 13 settembre 1992 e il 23 maggio 1993.
| nº | Titolo originale                        | Titolo italiano | Prima TV USA      | Prima TV Italia |
| -- | --------------------------------------- | --------------- | ----------------- | --------------- |
| 1  | Magnificent Seven                       |                 | 13 settembre 1992 |                 |
| 2  | T-R-A Something, Something Spells Tramp |                 | 20 settembre 1992 |                 |
| 3  | Every Bundy Has a Birthday              |                 | 27 settembre 1992 |                 |
| 4  | Al on the Rocks                         |                 | 4 ottobre 1992    |                 |
| 5  | What I Did for Love                     |                 | 11 ottobre 1992   |                 |
| 6  | Frat Chance                             |                 | 25 ottobre 1992   |                 |
| 7  | The Chicago Wine Party                  |                 | 1º novembre 1992  |                 |
| 8  | Kelly Doesn't Live Here Anymore         |                 | 8 novembre 1992   |                 |
| 9  | Rock of Ages                            |                 | 15 novembre 1992  |                 |
| 10 | Death of a Shoe Salesman                |                 | 22 novembre 1992  |                 |
| 11 | The Old College Try                     |                 | 13 dicembre 1992  |                 |
| 12 | Christmas                               |                 | 20 dicembre 1992  |                 |
| 13 | Wedding Show                            |                 | 10 gennaio 1993   |                 |
| 14 | It Doesn't Get Any Better Than This     |                 | 24 gennaio 1993   |                 |
| 15 | Heels on Wheels                         |                 | 7 febbraio 1993   |                 |
| 16 | Mr. Empty Pants                         |                 | 14 febbraio 1993  |                 |
| 17 | You Can't Miss                          |                 | 21 febbraio 1993  |                 |
| 18 | Peggy and the Pirates                   |                 | 28 febbraio 1993  |                 |
| 19 | Go for the Old                          |                 | 14 marzo 1993     |                 |
| 20 | Un-Alful Entry                          |                 | 28 marzo 1993     |                 |
| 21 | Movie Show                              |                 | 11 aprile 1993    |                 |
| 22 | 'Til Death Do Us Part                   |                 | 25 aprile 1993    |                 |
| 23 | 'Tis Time to Smell the Roses            |                 | 2 maggio 1993     |                 |
| 24 | Old Insurance Dodge                     |                 | 9 maggio 1993     |                 |
| 25 | The Wedding Repercussions               |                 | 16 maggio 1993    |                 |
| 26 | The Proposition                         |                 | 23 maggio 1993    |                 |